# Nazar Bayramov
Nazar Bayramov (en ruso: Назар Караджаевич Байрамов, romanizado: Nazar Karadzhayevich Bayramov; Asjabad, RSS de Turkmenistán; 4 de septiembre de 1982) es un exfutbolista de Turkmenistán que jugaba en la posición de centrocampista.

## Carrera

### Club
| Periodo   | Club                |
| --------- | ------------------- |
| 1999–2000 | Köpetdag Aşgabat    |
| 2000      | Access-Golden Grain |
| 2001      | Köpetdag Aşgabat    |
| 2001      | Nisa Aşgabat        |
| 2001      | FC Rubin Kazan      |
| 2002      | FC Zhenis Astana    |
| 2002–2004 | FC Vorskla Poltava  |
| 2004–2007 | FK Karvan Yevlax    |
| 2007–2010 | Neftçi PFK          |
| 2011      | Qizilqum Zarafshon  |
| 2013      | Altyn Asyr FK       |
| 2014      | FC Talyp Sporty     |
| 2015      | HTTU Aşgabat        |
| 2015      | FC Aşgabat          |
| 2016      | Ahal FK             |
| 2017–2019 | FC Energetik        |
| 2020      | FC Aşgabat          |

### Selección nacional
Jugó para Turkmenistán en 21 ocasiones de 2001 a 2016 y anotó cuatro goles; participó en la Copa Asiática 2004 y en los Juegos Asiáticos de 2002.

## Estadísticas
| Selección    | Año   | Apariciones | Goles |
| ------------ | ----- | ----------- | ----- |
| Turkmenistán | 2001  | 1           | 0     |
| Turkmenistán | 2002  | 0           | 0     |
| Turkmenistán | 2003  | 6           | 3     |
| Turkmenistán | 2004  | 8           | 1     |
| Turkmenistán | 2005  | 0           | 0     |
| Turkmenistán | 2006  | 0           | 0     |
| Turkmenistán | 2007  | 6           | 0     |
| Turkmenistán | 2008  | 5           | 0     |
| Turkmenistán | 2009  | 1           | 0     |
| Turkmenistán | 2010  | 2           | 0     |
| Turkmenistán | 2011  | 0           | 0     |
| Turkmenistán | 2012  | 0           | 0     |
| Turkmenistán | 2013  | 0           | 0     |
| Turkmenistán | 2014  | 0           | 0     |
| Turkmenistán | 2015  | 0           | 0     |
| Turkmenistán | 2016  | 2           | 0     |
| Total        | Total | 31          | 4     |

| N.º | Fecha                   | Sede                                                           | Rival                  | Marcador | Resultado | Torneo                                               |
| --- | ----------------------- | -------------------------------------------------------------- | ---------------------- | -------- | --------- | ---------------------------------------------------- |
| 1   | 30 de octubre de 2003   | Sharjah Stadium, Sharjah, EAU                                  | Emiratos Árabes Unidos | 1–0      | 1–1       | Clasificación para la Copa Asiática 2004             |
| 2   | 12 de noviembre de 2003 | Saparmurat Turkmenbashy Olympic Stadium, Asjabad, Turkmenistán | Sri Lanka              | 2–0      | 3–0       | Clasificación para la Copa Mundial de Fútbol de 2006 |
| 3   | 19 de noviembre de 2003 | Saparmurat Turkmenbashy Olympic Stadium, Asjabad, Turkmenistán | Afganistán             | 4–0      | 11–0      | Clasificación para la Copa Mundial de Fútbol de 2006 |
| 4   | 18 de julio de 2004     | Chengdu Longquanyi Football Stadium, Chengdu, China            | Arabia Saudita         | 1–0      | 2–2       | Copa Asiática 2004                                   |